# Chester Cheetah
Chester Cheetah  é um personagem fictício, garoto propaganda de comerciais de TV do salgadinho Cheetos, da Frito-Lay (no Brasil, o salgadinho é comercializado pela empresa Elma Chips). O personagem é um cheetah (guepardo) que faz loucuras para conseguir Cheetos.
Em meados dos anos 90, dois videogames criados pela empresa Kaneko foram inspirados no personagem, e ajudaram a popularizá-lo: Chester Cheetah: Too Cool to Fool e Chester Cheetah: Wild Wild Quest. Estes jogos foram o primeiro contato do personagem com o público brasileiro, que o desconhecia até então.

## História
Chester Cheetah é um guepardo antropomórfico que usa óculos de sol e tênis. Tem uma personalidade “dissimulada”, e é capaz de fazer loucuras para comer o salgadinho Cheetos. Foi criado em 1986, mas teve sua primeira aparição apenas em 1988, a título provisório. O personagem aparecia em comerciais de televisão e em anúncios impressos (seguidos do tradicional slogan “It’s Not Easy Being Cheesy”) sempre fazendo loucuras para conseguir comer os salgadinhos Cheetos. Nesse momento ele se tornava quase irracional, seus olhos saltavam, seu coração disparava, ele era capaz de atingir velocidades alucinantes, de passar por obstáculos intransponíveis para ter o prazer de saborear Cheetos. O sucesso foi tão grande que tornou-se símbolo oficial da marca. Em 1990 o personagem ganhou espaço em dois jogos eletrônicos, o que ajudou a popularizá-lo. Em 1994, Chester Cheetah ganhou as embalagens do Cheetos.
A mascote da marca atingiu seu ápice em 2009 quando estrelou um comercial durante o intervalo do Super Bowl.

### Criadores
Segundo a história oficial a personagem foi criada pela agência DDB Needham. Mas há uma outra versão que diz que o verdadeiro “pai” é Hawley Pratt, criador da célebre Pantera Cor-de-Rosa.

### Aparência
A aparência da mascote evoluiu muito ao longo dos anos. A partir do ano 2000 a mascote deixou de ser um desenho animado tradicional para ganhar uma versão feita em computação gráfica.

## Aparição em games
- 1992 - Chester Cheetah: Too Cool to Fool
- 1993 - Chester Cheetah: Wild Wild Quest
- 2013 - participação no jogo Just Dance 4 (Nintendo Wii e Xbox 360)[3]
- 2014-participação no jogo Plants vs. Zombies: Garden Warfare (PlayStation 3,PlayStation 4,Xbox 360,Xbox One e Steam.